# Cargil
Cargil (em urdu: کارگل; romaniz.: Kargil; em hindi: कारगिल), também conhecida pelo nome histórico de Purigue (Purig) ou Purique (Purik), é uma cidade do Ladaque, no noroeste da Índia. É a capital do distrito homónimo, um dos dois distritos do Ladaque (o outro é o de Lé). Em 2001, o município tinha 9 944 habitantes.
Situa-se na margem do rio Suru, um afluente da margem direita (norte) do rio Indo, a uma altitude média de 2 676 metros de altitude, 64 km a nordeste-leste de Dras 205 km a nordeste-leste de Serinagar, 212 km a noroeste-oeste de Lé e 1050 km a norte de Deli (distâncias por estrada). A chamada Linha de Controle, que separa os territórios de Caxemira ocupados pela Índia dos ocupados pelo Paquistão (Gilgit-Baltistão), passa 9 km a norte em linha reta de Cargil. A estrada Serinagar–Lé, uma das únicas duas estradas que ligam o Ladaque ao resto do mundo (a outra é a estrada Manali–Lé), passa por Cargil.

## História
Até ao século IX, a região de Purigue esteve dividida entre vários reinos minúsculos independentes, nomeadamente os de Chiktan, Phokhar, Sot e do Vale de Suru, entre os quais havia guerras frequentes. Gaxo "Tata Cã, um príncipe exilado estrangeiro foi possivelmente o primeiro governante que unificou a região sob a mesma administração no século IX. Outro governante, conhecido como "Sultão de Purigue" posterior de Purigue expandiu o seu reino anexando o Zanskar, Pashkum e Sodh. Após a expansão, o reino desse sultão correspondia aproximadamente ao território qua atualmente constitui o distrito de Cargil. Tinha a capital em Karpokhar, no vale de Suru. Outros rei conhecidos de Purigue foram Boti Cã, Abdal Cã, Amrood Choo, Tsering Malik, Kunchok Sherab Stan e Ti Sultão.
Ali Xir Cã, o famoso governante que reinou em Skardu (Baltistão) entre 1580 e 1625, conquistou a maior parte dos principados de Purigue e introduziu na região a cultura balti. No início do século XIX os dogras conquistaram e unificaram o Baltistão, Purigue, Zanskar e o que é atualmente o distrito de Lé sob uma mesma unidade administrativa, que durou até 1947, quando foi demarcada a Linha de Controle entre a Índia e o Paquistão, dividindo Cargil e Skardu.
Antes da Partição da Índia em 1947, Cargil fazia parte do distrito do Baltistão, que por sua vez fazia parte do Ladaque, um conjunto de territórios esparsamente povoados com grande diversidade étnica, linguística e religiosa, com populações dispersas em vales isolados separados por algumas das montanhas mais altas do mundo. A Primeira Guerra da Caxemira terminou com a Linha de Controle dividindo o distrito do Baltistão imediatamente a norte de Cargil. No fim da Guerra Indo-Paquistanesa de 1971, os dois países assinaram o Acordo de Simla, onde se comprometiam a não se envolver em conflitos armados por causa daquela linha.
Em 1999, a área foi infiltrada por forças paquistanesas, provocando a Guerra de Cargil. As tropas paquistanesas infiltraram-se e houve combates ao longo de 160 km de escarpas junto à estrada Serinagar–Lé, então a única via de comunicação de Lé com o resto da Índia. A generalidade dos postos militares nas escarpas acima da estrada situavam-se a cerca de 5 000 metros de altitude, o mais alto deles a 5 485 m.

## Geografia e demografia
Como outras áreas dos Himalaias, o clima de Cargil é caraterizado por verões quentes com noites frescas e invernos são longos e frios, com a temperatura a descer frequentemente várias dezenas de graus abaixo de zero, chegando aos -48 °C.